# 牧首區
牧首區（羅馬化：patriarcheîon），或稱宗主教區，是對宗主教（牧首）的教區或教會職權之稱呼。根據基督教傳統，最早創立的3個宗主教區為1世紀的羅馬牧首、亞歷山大牧首以及安提阿牧首，至4世紀增加君士坦丁堡牧首，5世紀增加耶路撒冷牧首，形成基督教歷史的「五大牧首區」（Pentarchy）。
在天主教會的分支東儀天主教會中，「Patriarchate」一詞通常譯為「宗主教區」。目前東儀天主教會共有6個宗主教區：科普特禮天主教亞歷山大宗主教區、馬龍尼禮天主教安提約基雅宗主教區、默基特希臘禮天主教安提約基雅宗主教區、敘利亞禮天主教會、加色丁禮天主教巴格達宗主教區以及亞美尼亞禮天主教基里基雅宗主教區。